# Pastricciola
Pastricciola (in corso Pastricciola) è un comune francese di 85 abitanti situato nel dipartimento della Corsica del Sud nella regione della Corsica.

## Società

### Evoluzione demografica
Abitanti censiti